# Icíar Bollaín
Icíar Bollaín (Madrid, 12 juni 1967) is een Spaanse filmregisseur en actrice.

## Leven en werk

### Afkomst en eerste stappen in de filmwereld
Bollaín werd geboren in het gezin van een luchtvaartingenieur en een muzieklerares. Ze genoot er, samen met haar tweelingzus, een vrije opvoeding. Icíar voelde zich al vlug aangetrokken door de filmkunst. Op haar zestiende maakte ze haar debuut als actrice. Sindsdien acteerde ze in ruim twintig films. De oorlogsfilm Land and Freedom (1995) van Ken Loach is tot heden de bekendste film waarin ze te zien was.
In 1991 richtte ze met enkele anderen het productiehuis Producciones La Iguana op. Een tijdje later waagde ze zich aan het regisseren. In 1993-1994 draaide ze haar eerste twee korte films. Later volgden onder meer de korte films Amores que matan (2000) die de kiem vormde van Te doy mis ojos en 1, 2, 3... CASA (2012) over SOS Kinderdorpen.
Haar samenwerking met Loach deed haar ertoe besluiten hem te volgen tijdens de opnames van diens drama Carla's Song (1996). Daarover schreef ze haar studie Ken Loach, un observador solidario (1996).

### Langspeelfilms
Bollaín draait vooral realistische, sociaal geëngageerde films waarin ze de problematiek van de ontvoogding van de vrouw naar voren schuift. Daarom nemen vrijwel altijd actrices de hoofdrol voor hun rekening.
In 1995 debuteerde ze met de komedie Hola, ¿estás sola? waarin twee meisjes hun problemen in hun geboortestad Valladolid ontvluchten. Op zoek naar vrijheid, avontuur en geld trekken ze eerst naar Málaga, dan naar Madrid om uiteindelijk hun geluk te beproeven aan de Costa del Sol.
De tragikomedie Flores de otro mundo (1999) kaartte de problematiek aan van de demografische crisis op het platteland waar Spaanse mannen wanhopig op zoek zijn naar een vrouw. De mannen van een stadje in de ontvolkte provincie Guadalajara in Castilië-La Mancha organiseren daarom een feest. Een bus dropt er een hele lading vrouwen die op zoek zijn naar stabiliteit, gezelschap of immigratiepapieren. De lotgevallen van drie onder hen worden van nabij gevolgd.
In 2003 draaide ze haar doorbraakfilm Te doy mis ojos. Dit met onder meer zeven Goya's bekroonde sociaal drama was de eerste film die, sereen maar indringend, het in Spanje gevoelig liggend thema van het partnergeweld behandelde.
Mataharis (2007) vertelde het wedervaren van drie Madrileense vrouwen die als privé-detective werken voor een Madrileens agentschap. Zij zijn het gewoon andermans leven en geheimen te observeren, te bespieden en te onderzoeken. Zelf hebben ze het ook niet onder de markt in hun eigen privéleven en zullen ze hun vaardig speurwerk moeten toepassen om hun eigen problemen aan te pakken.
Het uit 2010 daterend drama También la lluvia verstrengelde organisch, via de figuur van het hoofdpersonage, het historisch onderwerp van het draaien van een film in Bolivia (over de aankomst van Columbus in Amerika en over de onderwerping van de inheemse bevolking) en het actuele onderwerp van het Boliviaans verzet tegen de verhoging van de waterprijs door privatisering in 2000, verzet waarvan de hoofdacteur in het echte leven een van de leiders is. Op die manier ontstond een duidelijke parallel tussen de vroegere en de huidige uitbuiting van het Zuid-Amerikaans volk.
In het drama Katmandú, un espejo en el cielo (2012) vertrekt Laia, een jonge Catalaanse leerkracht, naar Nepal om er les te geven in de armste wijken van Kathmandu. Ter plaatse besluit ze de ellende te bestrijden die ze om zich heen ziet en die een degelijke opleiding van de leerlingen erg bemoeilijkt.
De documentaire En tierra extraña (2014) was gewijd aan een groep jonge Spaanse migranten die ten gevolge van de financieel-economische crisis van 2008 hun vaderland hebben verlaten om in Schotland een beter leven te proberen op te bouwen.
In 2016 verwezenlijkte Bollaín de sociaal geïnspireerde tragikomedie El olivo waarin een sociaal en familiaal bewogen jonge Spaanse vrouw er alles voor over heeft om haar zwaar depressieve grootvader weer zin in het leven te doen krijgen. Enkele jaren geleden werd de oude man door zijn zonen verplicht zijn duizend jaar oude olijfboom te verkopen. Sindsdien kwijnt hij weg: hij praat niet meer en nu weigert hij ook nog te eten. Zijn kleindochter maakt er een erezaak van de olijfboom te recupereren.

### Privéleven
Bollaín leeft samen met de Brit Paul Laverty, die sinds 1996 de vaste scenarioschrijver is van Ken Loach. Ze leerde hem kennen op de set van Land and Freedom. Ze leven met hun drie kinderen in Edinburgh.

## Filmografie

### Regisseur

#### Korte films
- 1993 - Baja, corazón
- 1994 - Los amigos del muerto
- 2000 - Amores que matan
- 2002 - Viajes con mi abuela
- 2004 - ¡Hay motivo! (episode Por tu propio bien, een van de 32 korte films)
- 2012 - 1, 2, 3... CASA (te zien op YouTube)

#### Lange speelfilms
- 1995 - Hola, ¿estás sola?
- 1999 - Flores de otro mundo
- 2003 - Te doy mis ojos
- 2007 - Mataharis
- 2010 - También la lluvia
- 2012 - Katmandú, un espejo en el cielo
- 2014 - En tierra extrana
- 2016 - El olivo
- 2018 - Yuli
- 2020 - La boda de Rosa
- 2021 - Maixabel

### Actrice (kleine selectie)
- 1983 - El Sur (Victor Erice)
- 1995 - Land and Freedom (Ken Loach)
- 2000 - Leo (José Luis Borau)
- 2002 - Nos miran (Norberto López Amado)
- 2002 - La balsa de piedra (George Sluizer)

## Prijzen en nominaties

### Prijzen
- 2004 - Te doy mis ojos: Goya voor beste regie en beste oorspronkelijk scenario

### Nominaties
- 1996 - Hola, ¿estás sola?: Goya voor beste debuterende regisseur
- 2000 - Flores de otro mundo: Goya voor beste oorspronkelijk scenario
- 2001 - Leo: Goya voor beste vrouwelijke hoofdrol
- 2008 - Mataharis: Goya voor beste regie en beste oorspronkelijk scenario
- 2011 - También la lluvia: Goya voor beste regie en beste oorspronkelijk scenario

## Publicaties
- Icíar Bollaín: Ken Loach, un observador solidario. Madrid, El País-Aguilar, 1996
- Icíar Bollaín en Julio Llamazares: Cine y literatura, reflexiones a partir de 'Flores de otro mundo', Páginas de espuma, Madrid, 2000.

- Bibsys: 6037884
- Biblioteca Nacional de España: XX1177469
- Bibliothèque nationale de France: cb14157190p (data)
- Catàleg d'autoritats de noms i títols de Catalunya: 981058519896806706
- CiNii: DA18367628
- Gemeinsame Normdatei: 128386924
- International Standard Name Identifier: 0000 0000 7823 7885
- Library of Congress Control Number: n98023278
- Nationale Bibliotheek van Tsjechië: pna2010571694
- Nationale bibliotheek van Australië: 40415069
- Nationale Bibliotheek van Israël: 987007442615205171
- Nederlandse Thesaurus van Auteursnamen: 270112014
- Réseau des bibliothèques de Suisse occidentale: 02-A006269662
- Système universitaire de documentation: 055738281
- Virtual International Authority File: 74060560
- WorldCat: E39PBJwRX4cPWqMfx98pm7bGHC